# Szabó Zoltán (bűnöző)
Szabó Zoltán (1968 – Szeged, 2016. december 5.) sorozatgyilkos, közkeletű megnevezésével a balástyai rém. Szabó pénzszerzés céljából gyilkolt nőket. Négy ember megöléséért ítélték el, ő maga öt gyilkosságot vallott be, de lehetséges, hogy ennél több áldozata volt.

## Szabó előélete
Szabó az alföldi tanyavilág egyik földműves családjába született 1968-ban. Fiatal korától kezdve tanyán élt. Az általános iskola nyolc osztályának elvégzése után nem tanult tovább. Édesapja korán meghalt, a tanyán vele együtt élő testvére öngyilkosságot követett el. Szabó a gyilkosságok elkövetésekor már büntetett előéletű volt, egy 60 éves nő megerőszakolásáért már korábban elítélték. A férfi erőszakosan viselkedett élettársával is, aki emiatt megszakította vele a kapcsolatot. Szabó ezután egyedül élt a tanyáján. Fiatal korától rendszeresen lopott szivattyúkat, szórókat és mezőgazdasági gépalkatrészeket, illetve kisebb-nagyobb értékeket, valamint orvvadászott engedély nélküli fegyverével. Ő maga is részt vett a tanyavilág sajátos munkaszervezésének bonyolításában: a mezőgazdasági szezonmunkák idejére Romániából érkező idénymunkások számára munkát és szállást kerített a környéken. Az 1990-es évek második felében Balástyán fellendült a forgalom. A délszláv háború véget ért, a településen átvezető 5-ös úton pedig jelentősen megnövekedett a teherforgalom. Az országút növekvő forgalma vállalkozások és bűnözők mellett, ügyeskedő kereskedőket és prostituáltakat is a településre vonzott. Részben ebből a körből kerültek ki Szabó áldozatai.

## Bizonyított gyilkosságok
Szabó első bizonyított áldozata egy presszóban dolgozó nő volt, akivel 1998. április 28-án ismerkedett meg. Szabó rábeszélte a nőt, hogy tartson vele a Balástya külterületén lévő tanyára. Megérkezésük után az asszonyt egy nehéz tárggyal többször is fejbe ütötte, a súlyos fejsérülésbe a nő belehalt. Szabó lemeztelenítette áldozatát, majd a tanyától 50 méternyire egy gödröt ásott, amelybe a testet és a ruhákat elhelyezte. A második gyilkosság az elsőhöz igen hasonló módon zajlott le. Szabó ugyanabban a presszóban ismerkedett meg egy nővel, akit a tanyájára hívott. A tanyára érkezvén a nőt egy nehéz tárggyal fejbe és nyakon ütötte, az ütésekbe az áldozat belehalt. A testet az előzőekhez hasonlóan helyezte el, annyi különbséggel, hogy második áldozatának a fejét később nem találták meg.
2000 februárjában Szabó tűzoltófecskendők közös ellopásának ürügyével egy gyümölcsösbe csalta K. Teréziát. A nőt a szilváskertben előbb megfojtotta, majd teljesen levetkőztette és eltemette. A fiatal nő ruhái később sem kerültek elő.
A negyedik bizonyított gyilkosság vezetett Szabó Zoltán lebukásához. 2001 augusztusában Szabó meggyőzte egyik, használt rádiótelefonok adásvételével foglalkozó nőismerősét [Szanka Hajnalka], hogy nagy mennyiségű telefont tud szerezni kedvező áron. A nő [Szanka Hajnalka] hitt neki, így augusztus 25-én 300 ezer forintot vett fel a bankban. Szabó tanyájához motorozott, ahol a férfi őt is megfojtotta és a tanyától nem messze elásta. A bűncselekmény elkövetésére utaló tárgyakat és a nő kismotorját egy közeli vizesgödörbe dobálta. A rendőrség ekkorra már fokozott figyelemmel kísérte az újabb eltűnéseket. A telefonkereskedő nő eltűnésekor a rendőrség átnézte az asszony híváslistáit amelyeken megtalálták Szabó Zoltán számát is. A férfit kikérdezték, aki bevallotta a gyilkosságot. Később újabb holttestek előkerülése után újabb gyilkosságokat ismert el.

## Nem bizonyított gyilkosságok
1998. augusztus 25-én Szabó az 5-ös országút mellett prostituáltként dolgozó nőt arra kényszerítette, hogy hagyja ott a parkolót és menjen vele a tanyájára. Szabó egy bozótos helyen egy darab madzaggal megfojtotta a prostituáltat, majd holttestét a Cegléd–Szeged-vasútvonal közelben futó vágányára vonszolta. A gyomokkal és egy letört ággal álcázott holttestet előbb egy tehervonat majd két másik vonat is elgázolta, a holttest teljesen összeroncsolódott. Szabó magára vállalata a nő meggyilkolását, azonban a bíróság nem látta bizonyítottnak, hogy valóban ő lenne a tettes, így K. Mónika megöléséért nem ítélték el.
Szabó megemlített egy hatodik gyilkosságot is, amelyet ugyan nem ő követett el, de tudomása volt róla. A nyomozók azt gyanították, hogy abban az esetben is Szabó lehet a tettes, ám a holttest utáni kutatás eredménytelennek bizonyult, így ezen esetet már a vádiratban sem szerepeltették.
A vizsgálat kezdeti szakaszát vezető rendőrnyomozó is kijelentette: biztos abban, hogy a balástyai rémnek ötnél több áldozata volt. A detektív egy tanú vallomására hivatkozva Szabó számlájára írja egy 5 tagú Romániából érkezett család eltűnését is. Véleménye igazában annyira biztos volt, hogy minden egyes újabb holttest helyének meghatározásáért cserébe 500 ezer forintot ajánlott fel Szabónak.

## Nyomozás, per és ítéletek
Szabó lebukása után nagyszabású kutatás kezdődött a gyilkos áldozatai után. Szabó vallomása alapján átkutatták a környéket, a megadott helyeken pedig Balástyán soha nem látott, szinte tájátalakítás léptékű feltáró ásatások kezdődtek. A kutatás során Szabó vallomásai alapján négy holttestet találtak meg. Nem kerültek elő a Szabó szerint más által elkövetett gyilkossághoz tartozó maradványok. Az ügyészség öt nő megölésével gyanúsította meg.
A férfit az első fokon eljáró Csongrád Megyei bíróság több emberen aljas indokból, nyereségvágyból elkövetett emberölésben találta bűnösnek, ezért 2003 novemberében életfogytig tartó fegyházbüntetésre ítélték, amit 2004. szeptember 10-én a Szegedi Táblabíróság jogerőre emelt. A Táblabíróság nem látta bizonyítottnak, hogy Szabó gyilkosságaiban szerepet játszott volna szexuális aberrációja, ezért az ítéletben nem szerepel az erre utaló "más aljas indokból" kitétel.
A tanya, ahol Szabó bűncselekményeit elkövette, 2015-ben még állt. A balástyai rémet a szegedi Csillag börtön elkülönített körletében tartották fogva. 2016. december 5-én cellatársával együtt öngyilkos lett, felakasztották magukat.